# José Roberto Silva Carvalho
Dom José Roberto Silva Carvalho (Fortaleza, 1 de abril de 1960) é um religioso católico, nono bispo de Caetité nomeado em 26 de outubro de 2016 e empossado a 29 de janeiro de 2017.
No dia 11 de novembro de 2017 D. Carvalho foi diplomado membro efetivo da Academia Caetiteense de Letras.

## Biografia e carreira eclesiástica
Era filho do militar Joaquim Torres de Carvalho e de Maria Odélia Silva Carvalho; seu pai estava em trabalho quando de seu nascimento e, quando recebeu um telegrama informando-o de seu nascimento a 1º de abril, não acreditou na notícia pensando tratar-se de uma brincadeira: em razão disto o registrou como tendo nascido no dia anterior. Sua família era bastante religiosa, havendo entre seus membros mais de trinta padres e dois bispos.
Teve seu batismo a 17 de abril do ano de seu nascimento, na igreja matriz de São Geraldo, na cidade natal e fez sua primeira comunhão a 13 de dezembro de 1970, na matriz de Nossa Senhora das Dores, também na capital cearense onde, sete anos depois, foi crismado. Após sua primeira eucaristia fez parte de grupo de coroinhas e mais tarde de grupo de jovens, quando então ingressou na vida religiosa como franciscano, a 2 de fevereiro de 1979, quando tinha dezenove anos de idade, assim permanecendo até 1984.
Concluiu sua formação no Instituto de Filosofia Nossa Senhora das Vitórias, de Vitória da Conquista e de teologia no Instituto Sagrado Coração de Jesus, em Taubaté, vindo finalmente a se ordenar em 9 de julho de 1995, em Barra do Choça.
A partir de então Carvalho foi reitor entre 1995 e 2000 do Seminário Nossa Senhora das Vitórias e ocupou diversas paróquias, como Iguaí e Poções onde, já monsenhor, recebeu a nomeação do Papa Francisco para o cargo de bispo da diocese sediada na cidade baiana de Caetité.
Juiz Auditor da Câmara Eclesiástica (desde 1995); Membro do Conselho Presbiteral e do Colégio dos Consultores (desde 2011).  D. José Roberto também estudou em Roma num curso para formadores de seminário, e em 15 de setembro de 2011 foi feito Capelão de Sua Santidade, recebendo o título de Monsenhor.
A diocese encontrava-se sob a direção do padre Gilvan Pereira Rodrigues desde agosto de 2015, com a transferência, em maio de 2015, do bispo D. Ricardo para Janaúba.
A 11 de novembro de 2017 D. Carvalho tornou-se membro efetivo da Academia Caetiteense, em diplomação ocorrida na Catedral de Santana, ocupando a vaga que fora do também bispo, D. Antônio Alberto Guimarães Rezende, falecido em 2015; na ocasião registrou-se a importância da entidade para a cultura local, e o prelado ressaltou que essa honraria era extensiva a toda a Diocese, que representa.

## Sagração episcopal

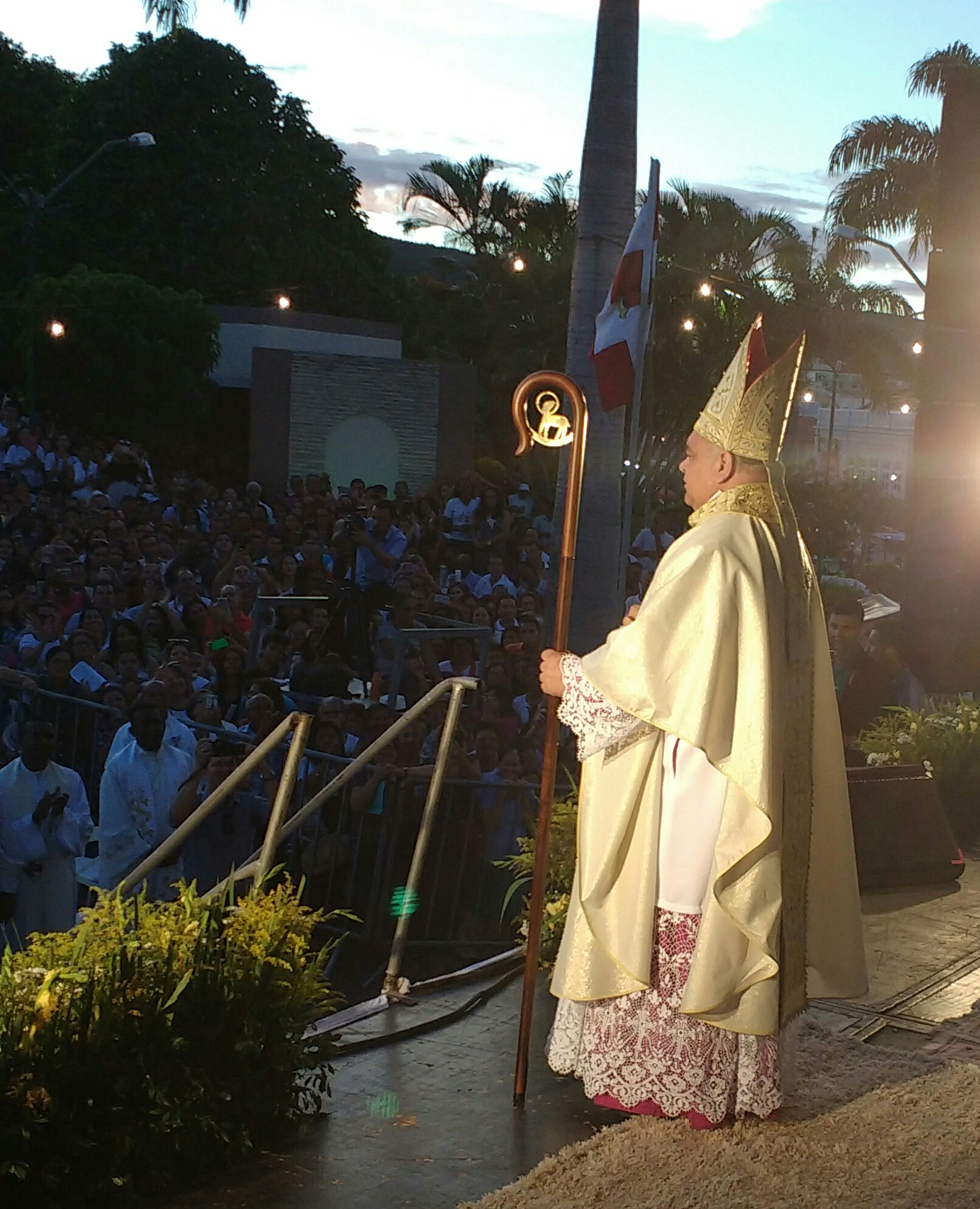
Dom Carvalho, em sua sagração.

A cerimônia de sagração episcopal de Dom Carvalho teve por bispo ordenante o arcebispo de Vitória da Conquista, D. Luís Gonzaga Silva Pepeu; foram bispos coordenantes D. Geraldo Lyrio Rocha (arcebispo de Mariana) e D. João Santos Cardoso (bispo de Bom Jesus da Lapa); serviram como presbíteros assistentes os padres Alessandro Alves Cardoso e Marcos Santana.

### Brasão episcopal
A descrição heráldica traz o seguinte: "Terciado em perle. O primeiro em azul, uma concha de prata com uma pérola do mesmo. O segundo de prata, um lírio de sua cor, movente do contrachefe. O terceiro de ouro, uma carnaúba (Copernicia prunifera) de sua cor, movente do contrachefe. Brocante sobre o traço do terciado, um pálio de vermelho, carregado de sete chamas de sua cor (2-2-3). Em abismo, brocante sobre tudo, uma flor de lis de prata. Listel de ouro com a legenda "Servite Domino in Laetitia", de negro. Chapéu eclesiástico de verde, forrado de vermelho, com seus cordões em cada flanco, terminados em seis bordas, 1-2-3. Cruz processional de prata, cheia de ouro."
Da simbologia então aplicada destacam-se os símbolos do estado natal do bispo, o Ceará, na carnaúba (palmeira típica) e no lírio — este a representar São José, santo padroeiro daquela unidade federativa brasileira; a concha que encima o brasão representa Sant'Ana, padroeira de Caetité (cidade sede do episcopado).
O lema contido no listel reproduz, em latim, o Salmo 99, que se traduz por "Servi ao Senhor com alegria"; a flor-de-lis traz por símbolo a santa da devoção particular do bispo, Nossa Senhora do Carmo; o campo azul representa o céu e os de cores prata e ouro são as cores do Vaticano; o pálio com as sete chamas representam a paróquia do Divino Espírito Santo da qual era pároco quando de sua nomeação episcopal; finalmente o chapéu verde é o elemento que, por regra, compõe este símbolo de heráldica católica.